# Бэтмен: Дурная кровь
«Бэтмен: Дурная кровь» (англ. Batman: Bad Blood) — мультипликационный супергеройский фильм 2015 года, выпущенный сразу на видео, созданный на основе DC Comics, является прямым продолжением «Сын Бэтмена» и «Бэтмен против Робина».

## Сюжет
В Готэме происходит неожиданное: некий еретик «убивает» Бэтмена, свидетелем чего становится Бэтвумен. Однако команде Летучей мыши горевать некогда, ведь зло не дремлет. Теперь оставшимся напарникам Бэтмена — Найтвингу (Дик Грейсон) и Робину (сын Бэтмена — Дэмиен Уэйн) — предстоит занять его пост и защищать жителей тёмного города.

## В ролях
| Актёр             | Роль                                          |
| ----------------- | --------------------------------------------- |
| Джейсон О'Мара    | Брюс Уэйн / Бэтмен                            |
| Ивонн Страховски  | Кэтрин Кейн / Бэтвумен                        |
| Шон Махер         | Дик Грейсон / Найтвинг / Бэтмен II            |
| Стюарт Аллен      | Дэмиен Уэйн / Робин                           |
| Гай Чарльз        | Люк Фокс / Бэтвинг                            |
| Стивен Блум       | Роман Сионис / Чёрная Маска, Светлячок        |
| Робин Аткин Даунс | Джервис Тетч / Безумный шляпник, Электрошокер |
| Ванесса Маршал    | Рене Монтойя                                  |
| Джеймс Гарретт    | Альфред Пенниуорт                             |
| Эрни Хадсон       | Люциус Фокс                                   |
| Морена Баккарин   | Талия Аль Гул                                 |
| Джон Ди Маджо     | Блокбастер, Клык                              |
| Джейсон Списак    | Калькулятор, Киллер Моль                      |
| Трэвис Уиллингем  | Еретик                                        |
| Брюс Томас        | Джеймс Гордон                                 |

Перед финальными титрами появляется Бэтгёрл (Барбара Гордон).

## Критика
На агрегаторе рецензий Rotten Tomatoes рейтинг одобрения составляет 100% со средней оценкой 7,6 балла из 10 на основе 5 обзоров.